# Toronto Ultra
Pour ligue compétitive, voir Call of Duty League.
Toronto Ultra est une structure professionnelle canadienne d'esport basée à Toronto. Elle appartient à OverActive Media (en).
L'organisation a actuellement des divisions actives sur la franchise Call of Duty et Teamfight Tactics . Leur nom a également été utilisé pour l'équipe Overwatch 2 d'OverActive Media, connue sous le nom de Toronto Defiant (en).

## Histoire
Toronto Ultra est créé en tant qu'équipe professionnelle de la Call of Duty League (CDL). Toronto est annoncée comme l'une des cinq premières villes à accueillir une équipe de CDL pour sa saison inaugurale en 2020. Selon ESPN, l'éditeur Activision Blizzard cherchait à vendre des places aux villes nord-américaines souhaitant intégrer une équipe au sein de la ligue franchisé (sur le même principe que la NBA) pour environ 25 millions de dollars par équipe. 
L'équipe CDL des Ultra a actuellement remporté 3 Majors (Major 2 de la saison 2021, Major 3 de 2023 et le Major 1 de 2024).
Comme OverActive Media (en) est membre du programme de soutien aux clubs de l'Esports World Cup Foundation (financé par les Fonds d'investissement public d'Arabie saoudite) via KOI qu'ils ont acheté en 2024 au streamer espagnol Ibai Llanos,, le nom Ultra serait utilisé lors de la Esports World Cup 2024 pour leur équipe Call of Duty (à la place du nom Toronto Ultra). C'est aussi le cas pour leur nouvelle équipe de Teamfight Tactics. De plus, les Toronto Defiant (en), l'équipe Overwatch 2 d'OverActive Media, se rebaptiseraient Toronto Ultra pour le tournoi de cette coupe du monde 2024.

## Rosteractuel

### Call of Duty
| Nat.                   | Pseudo      | Nom                 | Rôle   | Date d'entrée   |
| ---------------------- | ----------- | ------------------- | ------ | --------------- |
| Drapeau du Danemark    | CleanX      | Tobias Juul Jønsson | Joueur | 18 juin 2020    |
|                        | Insight     | Jamie Craven        | Joueur | 9 octobre 2024  |
|                        | Beans       | Ben McMellon        | Joueur | 16 octobre 2024 |
| Drapeau des États-Unis | JoeDeceives | Joseph Romero       | Joueur | 16 octobre 2024 |

|  | Joee | Joseph Pinnington | Coach | 13 octobre 2022 |
|  | Flux | Ryan Oldfield     | Coach | 13 octobre 2022 |

### Teamfight Tactics
| \| Nat. \| Pseudo \| Nom \| Rôle \| Date d'entrée \| \| ---- \| ---------- \| ------------------ \| ------ \| ------------- \| \| \| Maikel \| Maykel Garay \| Joueur \| 26 juin 2024 \| \| \| Relic \| José Pombo Ribeiro \| Joueur \| 26 juin 2024 \| \| \| rereplay \| N/A \| Joueur \| 26 juin 2024 \| \| \| robinsongz \| Robin Sung \| Joueur \| 26 juin 2024 \| |            |                    |        |               |
| Nat. | Pseudo     | Nom                | Rôle   | Date d'entrée |
| Drapeau du Chili | Maikel     | Maykel Garay       | Joueur | 26 juin 2024  |
| Drapeau du Venezuela | Relic      | José Pombo Ribeiro | Joueur | 26 juin 2024  |
| Drapeau des États-Unis | rereplay   | N/A                | Joueur | 26 juin 2024  |
| Drapeau des États-Unis | robinsongz | Robin Sung         | Joueur | 26 juin 2024  |

## Palmarès et résultats

### Call of Duty

#### Aperçu des saisons
| Saison | Saison régulière | Saison régulière | Saison régulière | Saison régulière | Saison régulière | Saison régulière | Saison régulière | Rang final | Play-offs                                                                       |
| Saison | J                | G                | P                | %G               | MG               | ML               | %MG              | Rang final | Play-offs                                                                       |
| ------ | ---------------- | ---------------- | ---------------- | ---------------- | ---------------- | ---------------- | ---------------- | ---------- | ------------------------------------------------------------------------------- |
| 2020   | 24               | 11               | 13               | 45,8%            | 49               | 55               | 47,1%            | 7e         | 5-6ème, Défaite au 4ème tour de loser bracket, 1-3 (face à London Royal Ravens) |
| 2021   | 45               | 28               | 17               | 62,2%            | 110              | 77               | 58,8%            | 2e         | 2e, défaite en finale, 3–5 (face à Atlanta FaZe)                                |
| 2022   | 34               | 16               | 18               | 47,1%            | 70               | 72               | 49,3%            | 7e         | 5-6ème, Défaite au 2ème tour, 1-3 (face à Surge)                                |
| 2023   | 44               | 27               | 17               | 61,4%            | 105              | 73               | 59,0%            | 4e         | 2e, Défaite en Grande Finale, 0-5 (face aux NYSL)                               |
| 2024   | 45               | 35               | 10               | 77,8%            | 112              | 56               | 66,7%            | 2e         | 3ème, Défaite en finale des loser bracket, 2-3 (face aux NYSL)                  |
| 2025   | 46               | 30               | 16               | 65,2%            | 101              | 77               | 56,7%            | 3e         | 5-6ème, Défaite au 2ème tour, 0-3 (face à Surge)                                |

#### Victoires en tournoi
| Date       | Prix      | Événement                                  | Roster                                        |
| ---------- | --------- | ------------------------------------------ | --------------------------------------------- |
| 26/07/2020 | 50 000 $  | Call of Duty League 2020 Week 13 - Toronto | Méthodes • Cammy • Bance • CleanX • Classique |
| 11/04/2021 | 200 000 $ | Call of Duty League 2021 - Stage 2 Major   | Cammy • CleanX • Bance • Insight              |
| 12/03/2023 | 200 000 $ | Call of Duty League 2023 - Major 3         | CleanX • Insight • Scrappy • Hicksy           |
| 28/01/2024 | 150 000 $ | Call of Duty League 2024 - Major 1         | CleanX • Insight • Scrappy • Envoy            |

#### Réalisations individuelles

##### Rookie de l'année
- 2023 : Thomas "Scrappy" Ernst

##### 1st Team All-Star
- 2024 : Thomas "Scrappy" Ernst

##### 2nd Team All-Star
- 2024 : Tobias "CleanX" Jønsson